# Турье (Франция)
Турье́ (фр. Tourriers) — коммуна во Франции, находится в регионе Пуату — Шаранта. Департамент — Шаранта. Входит в состав кантона Сент-Аман-де-Буакс. Округ коммуны — Ангулем.
Код INSEE коммуны — 16383.
Коммуна расположена приблизительно в 380 км к юго-западу от Парижа, в 90 км южнее Пуатье, в 17 км к северу от Ангулема.

## Население
Население коммуны на 2008 год составляло 728 человек.
| 1962 | 1968 | 1975 | 1982 | 1990 | 1999 | 2008 |
| ---- | ---- | ---- | ---- | ---- | ---- | ---- |
| 409  | 467  | 543  | 584  | 579  | 588  | 728  |

## Администрация
| Период | Период | Фамилия          | Партия | Примечания          |
| ------ | ------ | ---------------- | ------ | ------------------- |
| 1959   | 1977   | Робер Годберж    |        | налоговый инспектор |
| 1977   | 1983   | Реми Невё        |        |                     |
| 1983   | 1995   | Морис Гуме       |        |                     |
| 1995   | 2008   | Жерар Оклар      |        | учитель             |
| 2008   | 2014   | Кристиан Аннесси |        |                     |

## Экономика
В 2007 году среди 461 человека в трудоспособном возрасте (15—64 лет) 357 были экономически активными, 104 — неактивными (показатель активности — 77,4 %, в 1999 году было 72,0 %). Из 357 активных работали 329 человек (189 мужчин и 140 женщин), безработных было 28 (7 мужчин и 21 женщина). Среди 104 неактивных 34 человека были учениками или студентами, 41 — пенсионерами, 29 были неактивными по другим причинам.